# St. Martini (Münster)

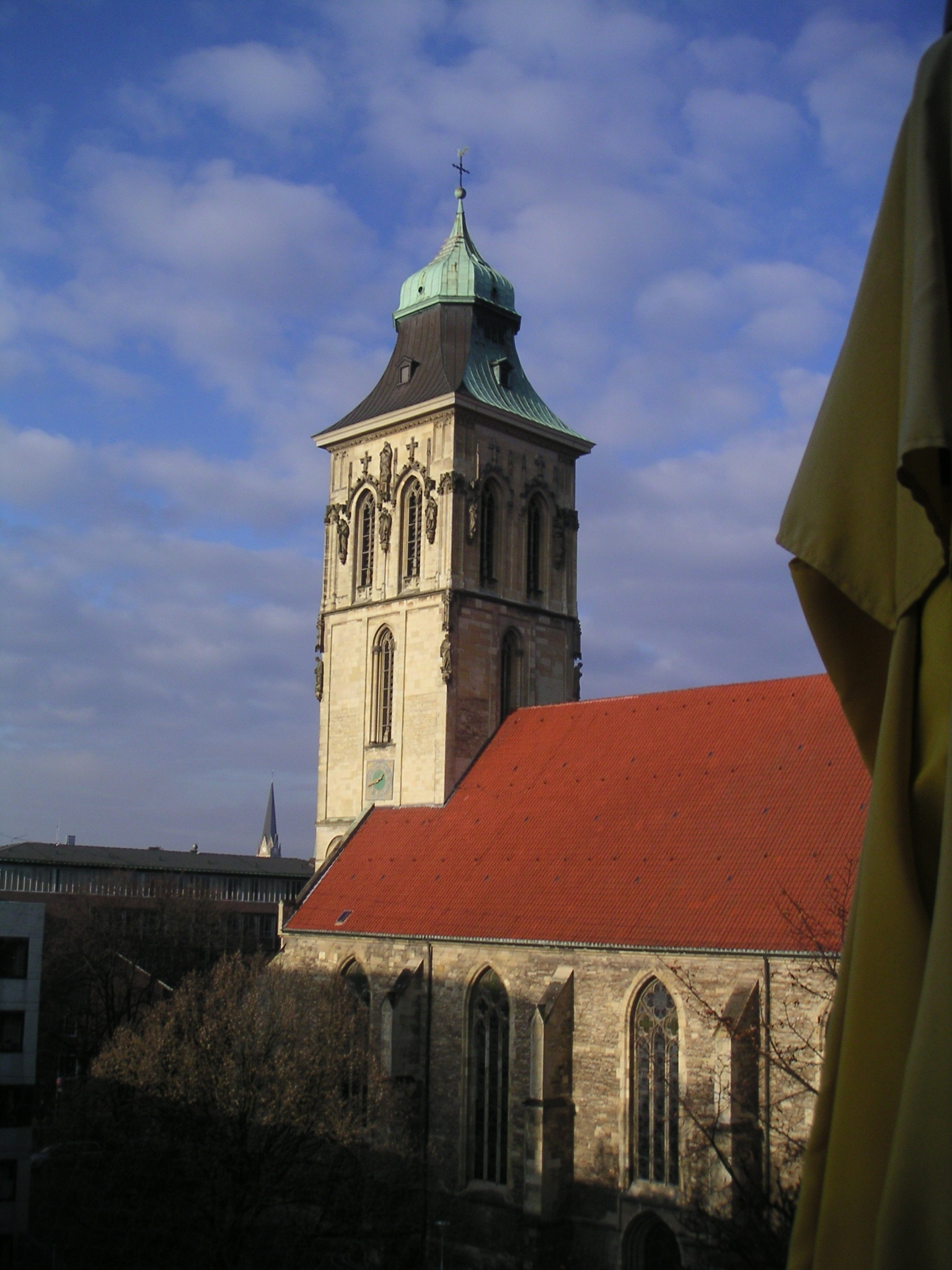
St. Martini in Münster

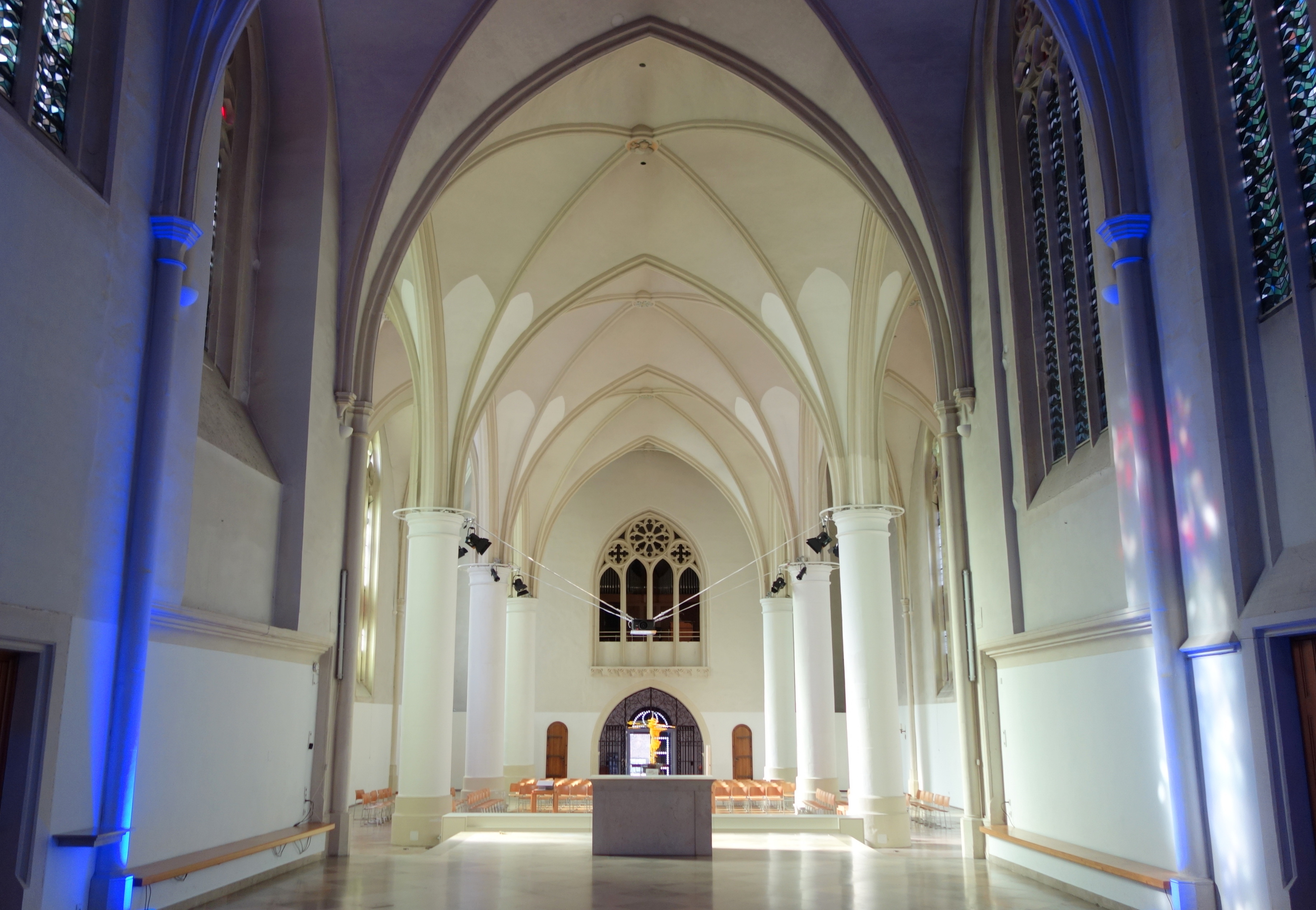
Blick in den Innenraum

St. Martini ist einer der ältesten römisch-katholischen Sakralbauten im westfälischen Münster unter dem Patrozinium des Heiligen Martin und entstand etwa ab den 1180er-Jahren. Die Kirche liegt an der Ecke Martinistraße/Neubrückenstraße in der Nähe des Theaters.

## Gründung und Institutionsgeschichte

### Erweiterung der Stadt Münster
In der zweiten Hälfte des 12. Jahrhunderts erfuhr Münster eine Erweiterung seines Stadtgebietes vor allem im südlichen und östlichen Bereich. Wohl durch die planerische Hand der Bischöfe zu Münster wurden im Südwesten die Pfarre St. Aegidii, im Süden St. Ludgeri, im Südosten St. Servatii und im Nordosten St. Martini gegründet. Alle neu entstandenen Pfarreien waren reine Stadtpfarreien.

### Frühe Nachweise
Der älteste jedoch indirekte Nachweis der Kirche St. Martini ist für das Jahr 1187 festzumachen. Im Jahre 1217 bestätigt Bischof Otto (I.) zu Münster die durch Bischof Herman (II. von Katzenelnbogen) an der Kirche St. Martini zu Münster errichteten fünf Präbenden. Vor 30 Jahren hat Bischof Herman einen Zoll von Sveder de Thingethe, Ministerial der Domkirche, der ihn zu Lehen hatte, für 50 kölnische Mark zurückgekauft und die Einkünfte von 4 Mark der Kirche St. Martini zur Verfügung gestellt. Ferner gehört dazu der Archidiakonat, das der Vorgänger dem Propst zu St. Martini zugeteilt hat. Der Besitz bleibt einem Domherren vorbehalten. Kirchen, über die sich der Archidiakonat bzw. die Propstei zu St. Martini erstreckt: Ennigerloh, Ostenfelde, Lette bei Clarholz, Oelde, Sünninghausen, Vellern, Diestedde, Wadersloh, Herzfeld, Lippborg, Uentrup, Dolberg, Heessen, Hövel und Bockum. Geschehen in Münster. Zeugen: u. a. Heinrich, Dechant zu St. Martini und Domherr; Lutbert, Küster zu St. Martini; Johannes, Ludolf, Albert, Andreas und Mathias, Kanoniker zu St. Martini.
Für das Jahr 1199 ist der Propst erstmals direkt nachzuweisen. In diesem Jahr übereignet Bischof Herman zu Münster dem Kloster Clarholz ein bäuerliches Gut, das Erbe (domum) Sandendhorpe. Zeuge ist unter anderem Herimannus, prepositus sancti Martini. Für das folgende Jahr 1200 ist auch der Dechant erstmals nachzuweisen. Bischof Herman zu Münster bestätigt die Besitzungen des Klosters Hohenholte, Zeuge ist unter anderem Heinrico, decano sancti Martini.

### Verfassung
Der Propst (praepositus) war stets ein münsterischer Domherr. Es bezog jedoch keine Einkünfte, hatte weder Sitz im Chor noch Votum im Kapitel und blieb ohne Jurisdiktion.
Die eigentliche Leitung vor Ort hatte der Dechant/Dekan inne, er war seit Anfang des 13. Jahrhunderts auch Pfarrer der Gemeinde. In späterer Zeit wurde er in dieser Aufgabe durch zwei Kapläne unterstützt. Der Senior war der Stiftsälteste und stand im Rang unmittelbar nach dem Dechant. Bei Abwesenheit des vorigen oder gar Vakanz dieses Amtes hatte der Senior die Leitung des Kapitels inne. Weitere stets genannte Ämter in einem Kollegiatstift sind der Thesaurar und der Scholaster. Der Thesaurar sorgte für die liturgische Ausstattung; er ist mit dem anfänglich noch genannten custos identisch. Später war er in erster Linie für die Vermögensverwaltung dieser Angelegenheiten zuständig; unterstützt wurde er später von zwei Küstern, die dann die gesamte eigentliche Arbeit verrichteten. Das Stift richtete aufgrund der Bestimmungen von Papst Innozenz III. (1198–1216) eine Scholasterei ein. Jedoch ist nur zu beobachten, dass der Scholaster diese Tätigkeit nicht selbst ausübte, sondern die Verwaltung dieses Vermögens innehatte und einen Schulrektor einstellte.
St. Martini ist von vornherein mit einzelnen festen Stellen (Präbenden) ausgestattet worden, die nach und nach durch weitere Stiftungen vermehrt wurden. Ein gemeinsames Vermögen und eine zentrale Verwaltung desselben gab es nicht; jedem Kanoniker kamen feste Einkünfte aus seiner Präbende zu. Er wohnte in einem Kurienhaus in unmittelbarer Nähe der Kirche und führte seinen eigenen Haushalt. Mit der Stiftung um 1187 wurde die Voraussetzung für das Dekanat und vier weitere Präbenden geschaffen. Die weiteren Stiftungen erfolgten erst ab 1233. Die üblicherweise angestrebte Zwölfzahl wurde sogar übertroffen; bis zum Jahr 1344 wuchs die Zahl der Präbenden auf siebzehn an.
Die Vergabe dieser Präbenden übte zunächst der Bischof aus; mit dem Wiener Konkordat 1448 gewann der päpstliche Stuhl erheblichen Einfluss. Es hatte den Dom- und Stiftskapiteln das Kollationsrecht in den geraden, dem Apostolischen Stuhl in den ungeraden Monaten verbrieft. Die formelle Aufnahme eines Kandidaten geschah mit der Possessio, hierfür waren die Tonsur und die niederen Weihen Voraussetzung. Nach Absolvierung des Studiums erfolgte nach einigen Jahren die endgültige Aufnahme als vollwertiges Mitglied, die Emanzipation. Hierfür verlangte man in der Regel die Subdiakonatsweihe. Der nun emanzipierte Kanoniker hatte sodann Sitz im Chor, Votum im Kapitel und die Verfügung über seine Einkünfte. Die Mitgliedschaft endete zumeist durch Tod oder Resignation. Letztere geschah häufig zu Gunsten eines Verwandten. Gelegentlich ist auch die Permutation, d. h. der Stellentausch mit einem anderen Geistlichen an einer anderen Kirche zu beobachten. Ausschlüsse sind eher selten. In solchen Fällen legte man demjenigen die Resignation nahe.

### Vikarien
Zur Unterstützung des Gottesdienstes und zum eigenen Seelenheil setzte die Stiftung von Vikarien ein. Einzelne Stifterfamilien sorgten mit einer entsprechenden finanziellen Ausstattung für die dauerhafte Versorgung eines Klerikers, der dann die laut Stiftungsurkunde zu haltenden Seelenmessen laß. In St. Martini setzte diese Entwicklung ab 1333 mit der Errichtung des Altars St. Jacobi maj. ein (Patronat: Rat zu Münster). 1335 folgten zwei Ewige Vikarien (für Diakon und Subdiakon), 1360 Ss. Trium regum et S. Olavi, 1425 S. Catharinæ et S. Annæ, 1433 S. Jacobi min. (Patronat: Rat zu Münster), 1459 S. Barbaræ (im Kapitelshaus), 1463 Ss. Philippi et Jacobi, 1470 S. Johannis und schließlich 1522 die Vikarie S. Trinitatis.
1532 wurden durch Adam Brictius thon Norde, einen aus Schöppingen stammenden Priester, der sich der Reformation angeschlossen hatte, evangelische Gottesdienste in St. Martini gefeiert. Nach dem Ende des Täuferreiches von Münster 1535 war St. Martini wieder eine katholische Kirche.

### Aufhebung
Am 3. August 1802 marschierten preußische Truppen in das Hochstift Münster ein und nahmen es in Besitz. St. Martini ist während der ersten preußischen Besatzung Münsters nicht säkularisiert worden. Erst aufgrund eines kaiserlich-französischen Dekrets vom 14. November 1811 erfolgte die Aufhebung des Kapitels. Danach war St. Martini eine reine Pfarrkirche.

### Fusion der Innenstadtgemeinden
Mit dem Beginn des neuen Kirchenjahres am 1. Advent wurden am 2. Dezember 2007 die Pfarrgemeinden St. Lamberti, St. Ludgeri und Aegidii sowie St. Martini zur neuen Pfarrgemeinde St. Lamberti zusammengelegt. Im Auftrag des Bistums Münster wurde in der Martinikirche und einigen umliegenden Räumlichkeiten die „Jugendkirche Münster“ als Zentrum der diözesanen Jugendarbeit eingerichtet.

## Jugendkirche Münster
Seit der Gemeindefusion fungiert die Kirche St. Martini als Räumlichkeit für die Jugendkirche des Bistums Münsters. Diese ist eine spezielle Form der Jugendarbeit, in der sowohl ein tägliches Angebot als auch verschiedene spezielle Veranstaltungen durchgeführt werden. Zu diesen Veranstaltungen gehören unter anderem das Format „Ask the bishop“ (ATB) und spezielle Jugendgottesdienste. Einige ATB-Veranstaltungen fanden auch außerhalb der Jugendkirche Münster (z. B. im B8LICH Café in Duisburg-Walsum statt). Viele dieser Veranstaltungen wurden auf dem Youtube-Kanal der Jugendkirche livegestreamt.
Neben der Jugendkirche befindet sich das Jugendcafé Lenz. Dort finden regelmäßig Veranstaltungen für Jugendliche statt. Das Lenz hat in der Schulzeit von Montag bis Freitag geöffnet.

## Der Kirchbau

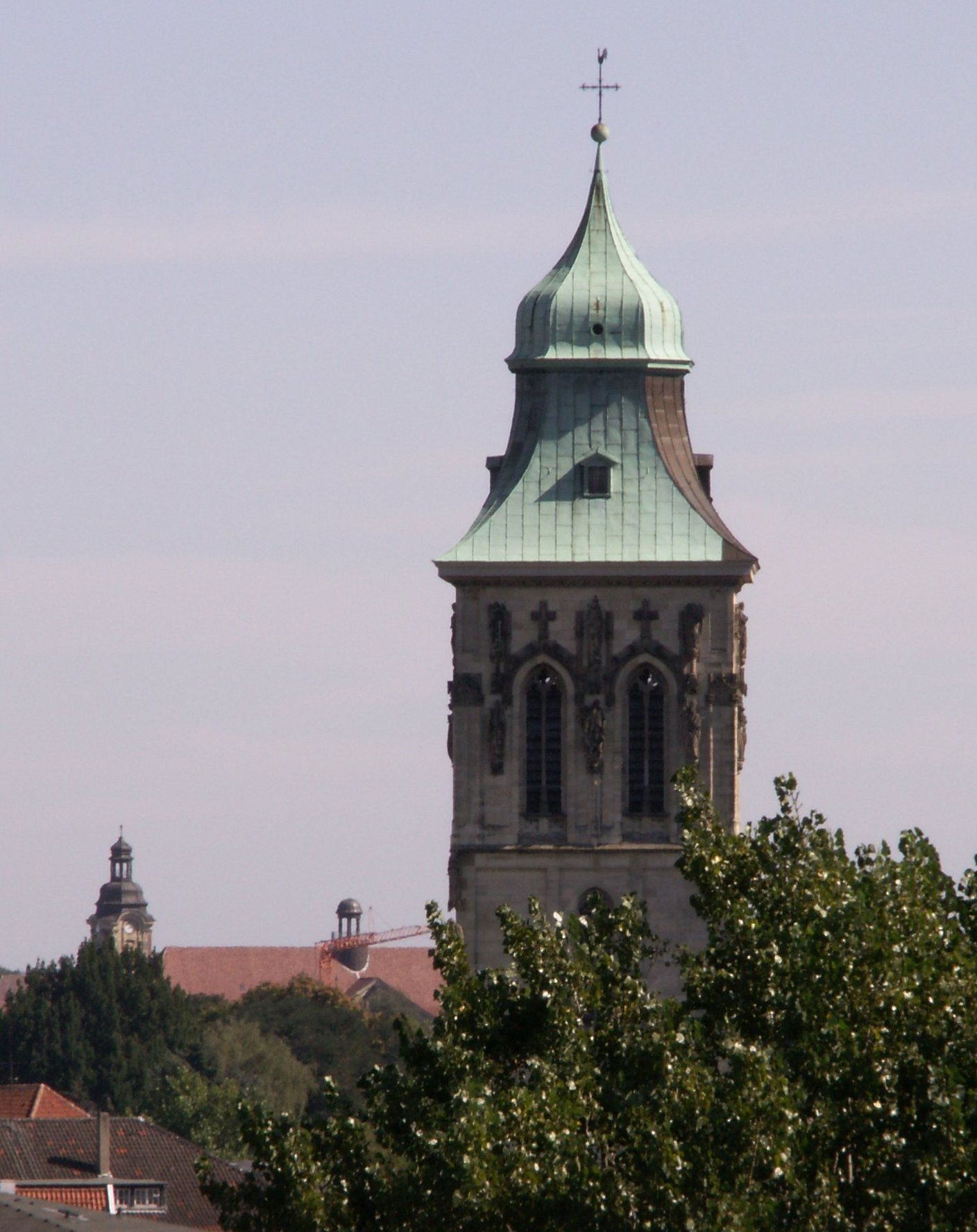
Der Turm von St. Martini

St. Martini war ursprünglich eine dreischiffige Basilika mit einem Westturm. Vom Ursprungsbau ist heute nur noch der unterste Teil des Turmes erhalten, der romanische Formen erkennen lässt. Das basilikale Langhaus wurde im Mittelalter durch eine dreischiffige Hallenkirche mit Rundpfeilern ersetzt, der um 1380 ein Langchor angesetzt wurde.

Der romanische Turmsockel wurde um 1480 um zwei reich mit Figuren geschmückte Stockwerke erhöht, in denen das Geläut untergebracht ist. Das spitze Dach des Turmes wurde um 1760 durch eine barocke Haube ersetzt, die Johann Conrad Schlaun entworfen haben soll. 1906 wurde der Martinikirchturm am gotischen Obergeschoß mit 20 Statuen aus Eifeler Sandstein ausgestattet. Alle Figuren sind Werke von münsteraner Bildhauern und haben eine Größe von bis zu 2,50 Metern.

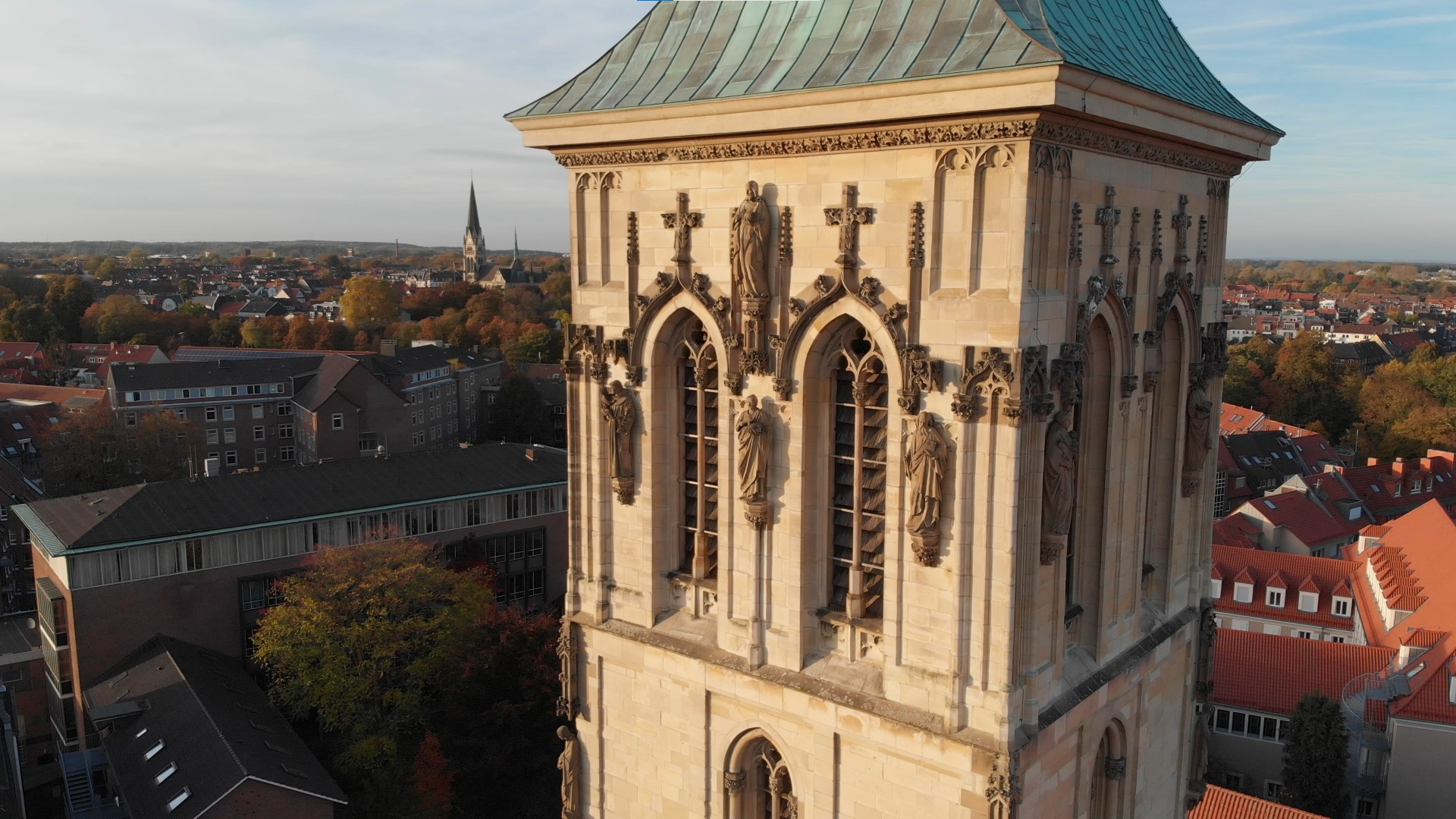
Südseite des Turms mit Figuren von August Schmiemann und Wilhelm Bolte

- Ostseite: St. Elisabeth (Bildhauer Arnold Kramer) und St. Katharina (Bildhauer Heinrich Bäumer)
- Südseite: Statuen des St. Salvator und St. Johannes Baptist (Bildhauer August Schmiemann). St. Antonius von Padua und St. Jakobus der Jüngere (Bildhauer Wilhelm Bolte).
- Westseite: Bildsäulen des St. Michael, der Madonna, St. Gabriel, St. Ludgerus, St. Bonifacius (Bildhauer Heinrich Bäumer) und St. Martinus (Bildhauer Arnold Kramer).
- Nordseite: St. Anna und St. Barbara (Bildhauer Robert Lobenberg). St. Joseph und St. Aloysius (Bildhauer Anton Rüller)

An den Turmecken stehen die vier Evangelisten: südwestlich Johannes, nordwestlich Lukas, nordöstlich Markus und südöstlich Matthäus (alle von Bildhauer Arnold Kramer).

## Ausstattung
Um 1654 schuf Johann Bockhorst, der aus Münster stammte und in Antwerpen ein enger Mitarbeiter Peter Paul Rubens’ war, für die Kirche das Altarbild Messe des Hl. Martinus, das sich seit 1998 im Stadtmuseum Münster befindet.

### Orgel

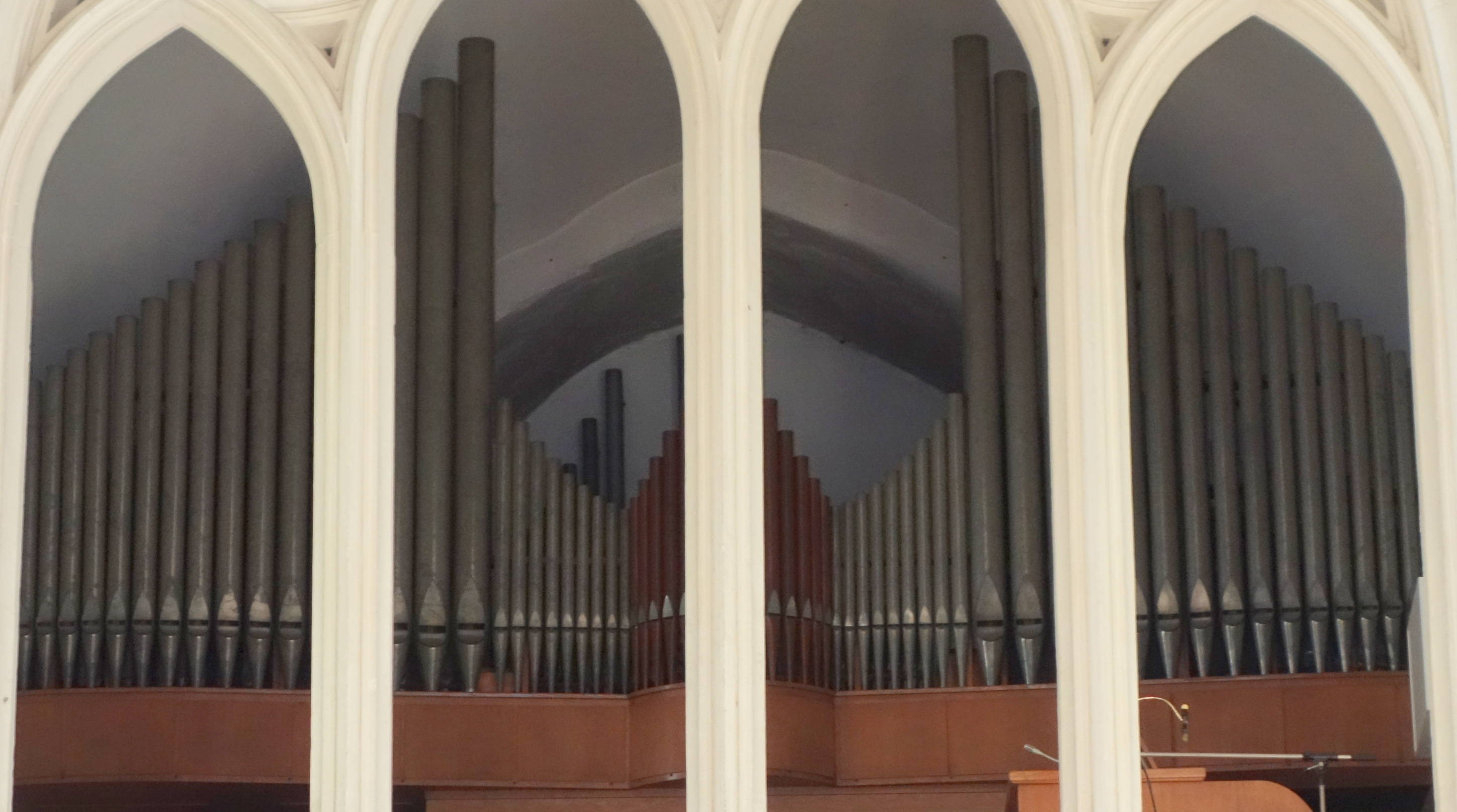
Blick zur Orgelempore

Die Orgel der Martinikirche befindet sich in einer Orgelkammer im Turm. Das Instrument wurde 1959 von dem Orgelbauer Matthias Kreienbrink (Georgsmarienhütte) erbaut, wobei zunächst nur Haupt-, Schwell- und Pedalwerk realisiert wurden. Erst in den 1990er Jahren wurde dann auch das bereits vorgesehene Positiv realisiert, wobei allerdings von den ursprünglich vorgesehenen 8 nur 5 Register gebaut wurden. Das Kegelladen-Instrument hat 27 klingende Register und eine Transmission aus dem Hauptwerk in das Pedal. Die Spiel- und Registertrakturen sind elektrisch.
| I Hauptwerk C–g3 |                 |        |
| 01.              | Gedacktpommer 0 | 16′    |
| 02.              | Prinzipal       | 08′    |
| 03.              | Rohrflöte       | 08′    |
| 04.              | Oktave          | 04′    |
| 05.              | Zartgemshorn    | 04′    |
| 06.              | Rauschquinte II | 02 ⁄3′ |
| 07.              | Mixtur VI       | 01 ⁄3′ |
| 08.              | Trompete        | 08′    |

| II Positiv C–g3 |                 |        |
| 09.             | Gedackt         | 08′    |
| 10.             | Prinzipal       | 04′    |
| 11.             | Waldflöte       | 02′    |
| 12.             | Sesquialtera II | 02 ⁄3′ |
| 13.             | Mixtur III      |        |

| III Schwellwerk C–g3 |                      |        |
| 14.                  | Singend Gedackt      | 08′    |
| 15.                  | Violflöte            | 08′    |
| 16.                  | Nachthorn            | 04′    |
| 17.                  | Schwiegel            | 02′    |
| 18.                  | Hohlquinte           | 01 ⁄3′ |
| 19.                  | Scharfcymbel III-V 0 | 02⁄3′  |
| 20.                  | Dulzian              | 08′    |

| Pedal C–f1 |                      |     |
| 21.        | Grossuntersatz       | 16′ |
| 22.        | Echobass (= Nr. 1) 0 | 16′ |
| 23.        | Weitprinzipal        | 08′ |
| 24.        | Gedacktbass          | 08′ |
| 25.        | Holzpfeife           | 04′ |
| 26.        | Flachflöte           | 02′ |
| 27.        | Hintersatz V         |     |
| 28.        | Posaune              | 16′ |

- Koppeln: II/I, III/I, III/II, I/P, II/P, III/P
- Spielhilfen: zwei freie Kombinationen, zwei Pedalumschaltungen, Tutti, Absteller, Crescendowalze

### Glocken
Im hohen Turm von St. Martini befinden sich sechs Glocken. Die Glocken V und VI bildeten bis 1982 das Not- und einzige Geläut der Kirche.
| Nr. | Name                     | Gussjahr | Gießer, Ort               | Durchmesser (mm) | Masse (kg) | Nominal (HT-1/16) |
| I   | Martinus                 | 1982     | Petit & Edelbrock Gescher | 1382             | 1800       | d1 –2             |
| II  | Franziskus               | 1982     | Petit & Edelbrock Gescher | 1222             | 1200       | e1 –3             |
| III | Katharina                | 1982     | Petit & Edelbrock Gescher | 1076             | 0800       | fis1 –3           |
| IV  | Hubertus                 | 1982     | Petit & Edelbrock Gescher | 0906             | 0500       | a1 –1             |
| V   | Herz Jesu, Stundenglocke | 1942     | Petit & Edelbrock Gescher | 0720             | 0174       | d2 –2             |
| VI  | Viertelstundenglocke     | 1942     | Petit & Edelbrock Gescher | 0511             | 0061       | gis2 –6           |

## Dechanten
| Name                  | Amtszeit  |
| --------------------- | --------- |
| Heinrich              | 1200/1219 |
| Ludgerus (?)          | 1222      |
| Gottfried             | 1222      |
| Ulrich von Drolshagen | 1223/1234 |
| Wicbold               | 1241/1260 |
| Albertus              | 1266/1268 |
| Werner                | 1269/1285 |
| Lubert                | 1287/1288 |
| Werner                | 1294      |
| Everhard              | 1298/1309 |
| Burchard von Marburg  | 1319/1326 |
| Everhard von Brunen   | 1343/1346 |
| Dietrich              | 1357/1364 |

| Name                 | Amtszeit  |
| -------------------- | --------- |
| Albert Slabbert      | 1369/1377 |
| Bertold              | 1385      |
| Sweder von Holte     | 1414/1416 |
| Dietrich             | 1427/1430 |
| Johannes Clunsevoet  | 1433      |
| Theodericus Hensonis | 1434/1437 |
| Johannes Menses      | 1439      |
| Bernhard Werning     | 1447      |
| Bernhard uppen Orde  | um 1459   |
| Hermann Sudarto      | 1473/1480 |
| Nicolaus Boner       | 1503      |
| Johannes Gruter      | 1518/1531 |
| Jodocus Hoetfilter   | 1548      |

| Name                               | Amtszeit        |
| ---------------------------------- | --------------- |
| Ludolph Halver                     | (vor 1559)–1564 |
| Everwin von Droste zu Hülshoff     | 1564–1604       |
| Hermann Brinck (Brinccius)         | 1604–1631       |
| Petrus Nicolartius                 | 1632–1636       |
| Johannes Vagedes                   | 1636–1663       |
| Johannes von Alpen                 | 1663–1698       |
| Johan Caspar Bordewick             | 1698–1721       |
| Friedrich Philipp Sack             | 1721–1743       |
| Hermann Ludwig Block               | 1743–1755       |
| Ferdinand von Stockhausen          | 1755–1773       |
| Christoph Bernhard (von) Tenspolde | 1773–1801       |
| Heinrich Brockmann                 | 1802–1811       |